# Regina Capitals
Regina Capitals byl profesionální kanadský klub ledního hokeje, který sídlil v Regině v provincii Saskatchewan. V letech 1921–1925 působil v profesionální soutěži Western Canada Hockey League. V roce 1925 byla frančíza přestěhována do Portlandu, kde byl obnoven tým Portland Rosebuds. Obnovení Capitals nadešlo o rok později, kdy se tým přihlásil do Prairie Hockey League. Klub zanikl společně s ligou v roce 1928.

## Umístění v jednotlivých sezonách
Stručný přehled
Zdroj: 
- 1921–1925: Western Canada Hockey League
- 1926–1928: Prairie Hockey League

Jednotlivé ročníky
Zdroj: 
Legenda: Z – zápasy, V – výhry, VP – výhry v prodloužení, R – remízy, P – porážky, PP – porážky v prodloužení, VG – vstřelené góly, OG – obdržené góly, +/- – rozdíl skóre, B – body, KPW – Konference Prince z Walesu, CK – Campbellova konference, ZK – Západní konference, VK – Východní konference, fialové podbarvení – reorganizace, změna skupiny či soutěže
| USA / Kanada (1921 – 1928) |      |        |    |    |    |   |    |    |     |     |     |    |        |                 |
| Sezóny                     | Liga | Úroveň | Z  | V  | VP | R | PP | P  | VG  | OG  | +/- | B  | Pozice | Play-off        |
| 1921/22                    | WCHL | –      | 24 | 14 | –  | 0 | –  | 10 | 94  | 78  | +16 | 28 | 2.     | Semifinále SC   |
| 1922/23                    | WCHL | –      | 30 | 16 | –  | 0 | –  | 14 | 93  | 97  | -4  | 32 | 2.     | –               |
| 1923/24                    | WCHL | –      | 30 | 17 | –  | 2 | –  | 11 | 83  | 67  | +16 | 36 | 2.     | Semifinále WCHL |
| 1924/25                    | WCHL | –      | 28 | 8  | –  | 0 | –  | 20 | 72  | 121 | -49 | 16 | 6.     | –               |
| …                          |      |        |    |    |    |   |    |    |     |     |     |    |        |                 |
| 1926/27                    | PHL  | –      | 32 | 14 | –  | 2 | –  | 16 | 110 | 117 | -7  | 30 | 3.     | –               |
| 1927/28                    | PHL  | –      | 26 | 2  | –  | 5 | –  | 19 | 46  | 89  | -43 | 9  | 3.     | –               |